# Karsh Kale
Karsh Kale (New York, 1º novembre 1974) è un compositore e musicista statunitense di origini indiane.
Nato a New York Karsh Kale (pronunciato all'inglese Kursh Kah-lay) è conosciuto per avere fuso la musica tradizionale indiana con la moderna musica elettronica.
Karsh Kale si è affacciato giovanissimo al mondo della musica come percussionista militando ai tempi della scuola in diversi gruppi rock e progressive rock locali. Dopo essersi avvicinato ai club, Karsh Kale si è affermato negli anni come produttore dotato con un proprio stile che unisce percussioni e melodie indiane alla musica techno e alla Drum and bass, similmente ad artisti come Talvin Singh e agli State of Bengal.
Kale ha collaborato con numerosi artisti, ed è membro del Tabla Beat Science, gruppo di producers del movimento "Asian Underground" che opera nella etno-elettronica, e ha collaborato con i maestri della tabla come Zakir Hussain.
Attualmente lavora per la casa discografica Six Degrees Record, e ha all'attivo 5 album come solista.

## Discografia
- Breathing Under Water (con Anoushka Shankar), Blue Note Label Group (2007)
- Broken English, Six Degrees Records (2006)
- Liberation, Six Degrees Records (2003)
- Redesign: Realize Remixed, Six Degrees Records (2002)
- Realize, Six Degrees Records (2001)